# Zemský okres Hersfeld-Rotenburg
Zemský okres Hersfeld-Rotenburg (německy Landkreis Hersfeld-Rotenburg) je zemský okres v německé spolkové zemi Hesensko, ve vládním obvodu Kassel. Sídlem správy zemského okresu je město Bad Hersfeld. Má přibližně 120 tisíc obyvatel. 

## Města a obce
Města:
1. Bad Hersfeld
2. Bebra
3. Heringen (Werra)
4. Rotenburg an der Fulda

Obce:
1. Alheim
2. Breitenbach am Herzberg
3. Cornberg
4. Friedewald
5. Hauneck
6. Haunetal
7. Hohenroda
8. Kirchheim
9. Ludwigsau
10. Nentershausen
11. Neuenstein
12. Niederaula
13. Philippsthal (Werra)
14. Ronshausen
15. Schenklengsfeld
16. Wildeck